# Nataša Kandić
Nataša Kandić (in serbo Наташа Кандић?; Kragujevac, 16 dicembre 1946) è un'attivista serba per i diritti umani, coordinatrice del RECOM Reconciliation Network, fondatrice nel 1992 e direttrice esecutiva del Centro di Ditto Umanitario (HLC), un'organizzazione che si batte per i diritti umani e la riconciliazione nell'ex Jugoslavia, con una particolare attenzione al ruolo della Serbia nel conflitto.  La ricerca dell'HLC è stata parte integrante dei procedimenti per crimini di guerra del Tribunale penale internazionale per l'ex Jugoslavia (ICTY), in particolare il video "pistola fumante" che collega le forze militari serbe ai massacri di Srebrenica. 
Ha vinto numerosi premi internazionali per il suo lavoro sui diritti umani (tra gli altri l'Obiettive Observer Award di Amnesty International). È una figura controversa in Serbia, dove è stata oggetto di una causa per diffamazione da parte dell'ex presidente della Serbia Tomislav Nikolić.

## Carriera

### Centro di diritto umanitario
Kandić è una sociologa di formazione.  Nel 1992 ha fondato ed è diventata direttrice esecutiva del Centro di diritto umanitario di Belgrado, un'organizzazione per i diritti umani che è stata elogiata per le sue indagini sistematiche e imparziali sulle violazioni dei diritti umani. Dall'inizio delle guerre jugoslave nei primi anni '90, ha documentato e protestato contro i crimini di guerra commessi tra il 1991 e il 1999, tra cui torture, stupri e omicidi. Secondo Businessweek, il suo lavoro ha attirato "l'odio dei colleghi serbi e dei leader militari in tutta la regione e ha conquistato l'ammirazione dei difensori dei diritti umani in tutto il mondo".
Durante la guerra in Kosovo, ha viaggiato avanti e indietro attraverso la Serbia, fornendo informazioni al mondo esterno sulle violazioni dei diritti umani commesse dalla polizia e dai gruppi paramilitari. È stata una delle poche attiviste serbe per i diritti a continuare a indagare sulla crisi del Kosovo dopo l'assassinio di Slavko Ćuruvija e a collaborare con attivisti di etnia albanese.  Lei e il suo staff sono stati minacciati anonimamente per il loro lavoro, e il loro ufficio è stato dipinto con una svastica e il messaggio "Spie della NATO". Nel dicembre 1999, l'avvocato dell'HLC, Teki Bokshi, è stato arrestato in Kosovo dalla polizia serba, suscitando la protesta dell'HLC e di un inviato delle Nazioni Unite.
Le prove che ha raccolto sono state successivamente utilizzate nella preparazione delle accuse da parte della Corte penale internazionale dell'Aia  per l'ex Jugoslavia. Ha fornito un video di paramilitari serbo-bosniaci che giustiziano sei prigionieri bosniaci vicino a Trnovo, usato come prova del ruolo della Serbia nel massacro di Srebrenica, in cui furono uccisi 7.500 uomini e ragazzi bosniaci. Kandić aveva trovato una copia del nastro, originariamente realizzato dagli stessi paramilitari, da un uomo di Šid, che glielo aveva fornito solo a condizione che lei non lo mandasse in onda finché non avesse lasciato il paese in sicurezza. Estratti del nastro sono stati successivamente mostrati alla televisione serba e bosniaca. Il Guardian ha descritto il nastro come la "pistola fumante", "l'ultima, incontrovertibile prova del ruolo della Serbia nei massacri di Srebrenica"  mentre il New York Times ha definito la messa in onda del nastro sulla televisione serba un momento di "spartiacque" per il Paese.  Kandić ha criticato una sentenza del 2007 in Serbia in cui si descriveva il crimine come "l'uccisione di sei uomini di origine musulmana " e che "non era chiaro provenissero da Srebrenica". Kandić ha commentato: "Questo giudizio invia un messaggio molto pericoloso", affermando inoltre: "Sia da un punto di vista morale che fattuale, questa non è giustizia".
Nel 2003, ha criticato il dispiegamento di truppe serbe in Afghanistan, affermando che l'esercito dovrebbe prima essere riformato e che i processi per crimini di guerra dovrebbero essere conclusi.

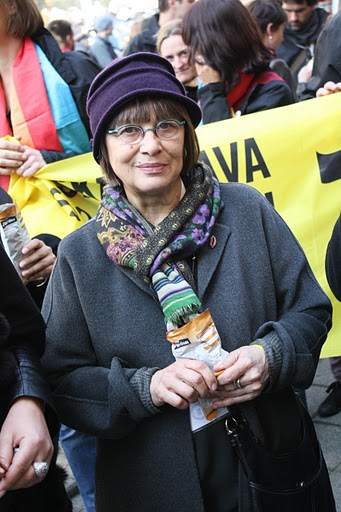
Nataša Kandić alla manifestazione dell'"Orgoglio Gay" a Belgrado nel 2010

### L'incidente di Belgrado del 2003
Nel 2003, Kandić ha partecipato a una manifestazione di protesta tenutasi in occasione della Giornata internazionale degli scomparsi in Piazza della Repubblica a Belgrado, contro la mancanza di informazioni sui serbi del Kosovo scomparsi dal conflitto del 1999. È stata affrontata e ripetutamente insultata da altri partecipanti che l'hanno definita una "traditrice". Dopo che Nikola Popović, un anziano rifugiato serbo del Kosovo, l'ha affrontata direttamente e, secondo quanto riferito, l'ha malmenata, lei lo ha schiaffeggiato e gli ha urlato contro. I poliziotti presenti l'hanno presa in disparte e le hanno chiesto i documenti, lei ha protestato dicendo che avrebbero dovuto invece richiederli ad altre persone. Successivamente la polizia l'ha accusata di comportamento violento in pubblico e di aver disobbedito agli ordini della polizia.
Anche l'organizzazione che rappresenta i rifugiati serbi ha sporto denuncia. Ha giustificato le sue azioni affermando che doveva "difendersi dal patriottismo serbo". Nel luglio 2005, il primo tribunale municipale di Belgrado ha archiviato la causa privata contro Kandić. I partecipanti hanno definito il presidente del tribunale un "traditore serbo".